# Kenjiro Ezoe
Kenjiro Ezoe (江添 建次郎 Ezoe Kenjirō?), född 25 augusti 1982 i Okayama, är en japansk före detta fotbollsspelare.